# Pireella husnotiana
Pireella husnotiana là một loài Rêu trong họ Pterobryaceae. Loài này được (Besch.) Cardot miêu tả khoa học đầu tiên năm 1913.